# Shimogamo-jinja
Shimogamo-jinja (jap. 下鴨神社, formalnie: 賀茂御祖神社 Kamo-mioya-jinja) – chram shintō w Kioto, w Japonii, usytuowany w dzielnicy Sakyō-ku u zbiegu rzek Kamo i Takano.

## Opis
Shimogamo-jinja jest jednym z dwóch najważniejszych chramów shintō w Kioto. Drugim jest Kamigamo-jinja. W przeszłości tworzyły jeden organizm. Obecnie są rozdzielone geograficznie, ale występują pod wspólną nazwą chramów Kamo. Według dawnych przypowieści ludowych oba sanktuaria zostały wzniesione w regionie znanym jako „brama diabła” (鬼門 kimon), aby zapobiec w tym miejscu wejściu demonów, zła i nieszczęść do miasta z północno-wschodniego kierunku.
Chram Shimogamo otoczony jest pierwotnym lasem o nazwie Tadasu no Mori, uznawanym za święty. Zajmuje powierzchnię około 12,4 ha, na której znajdują się drzewa mające do 600 lat. Nazwa lasu jest bardzo stara i wieloznaczna, a jej historia niepewna. Z tego powodu tłumaczona jest w tak różny sposób, że należy ją przyjąć w oryginale.
Budynki kompleksu zostały uznane za skarby narodowe Japonii, a całość jest wpisana na listę światowego dziedzictwa UNESCO od grudnia 1994 jako jeden z obiektów Zespołu zabytkowego dawnego Kioto, Uji i Ōtsu.

## Historia chramu
Według wierzeń shintō założyciel rodu Kamo kami Kamotaketsunomi-no-mikoto zstąpił z niebios na ziemię na terenie góry Mikage na wschód od Kioto. Przekształcił się w trójnogiego kruka Yatagarasu, posłańca bogini słońca Amaterasu i został przewodnikiem pierwszego cesarza Japonii Jimmu. Osiadł we wschodniej części Kioto – w miejscu, gdzie istnieje chram Shimogamo. Jego córka Tamayorihime-no-mikoto pewnego dnia brała kąpiel w pobliskiej rzece Kamo. Spostrzegła płynącą rzeką strzałę, którą wyłowiła i położyła na brzegu rzeki. Na jej oczach strzała zamieniła się w pięknego boga, którego poślubiła i wkrótce zaszła w ciążę. Jej syn przeobraził się w boga piorunów Wakeikazuchi, czczonego w bliźniaczej świątyni Kamigamo. Kamotaketsunomi-no-mikoto i jego córka Tamayorihime-no-mikoto są bóstwami strażniczymi, czczonymi w chramie Shimogamo.
W czasie panowania cesarza Tenmu (675–686 n.e.) wzniesiono pierwsze pawilony kompleksu chramów. Według zapisków z połowy VIII wieku teren ten miał powierzchnię jednego chō (około hektara), trzysta lat później chram posiadał 689 chō gruntów na terenie całej Japonii. W 794 roku stolica została przeniesiona do Kioto. Cesarz Kammu odwiedził wówczas chram, modląc się o pomyślność. Od tego czasu związki chramu z kolejnymi władcami Japonii ulegały ciągłemu zacieśnianiu. Największe znaczenie chramu przypada na okres panowania cesarza Saga. Z okresu jego panowania (809–823 n.e.) pochodzi wiele projektów budynków chramu oraz zachowanych do dzisiaj tradycji. Najsłynniejszym jest odbywający się co roku Aoi Matsuri (jap. 葵祭). Wzorując się na wcześniejszym zwyczaju praktykowanym w chramie Ise Jingū, cesarz Saga ofiarował jedną ze swych córek jako saiō (wysokiej rangi kapłankę chramu). Służyła ona jako najważniejsza kapłanka w Shimogamo-jinja i Kamigamo-jinja. Obecnie rolę saiō pełni wybierana każdego roku inna, niezamężna kobieta, która przed główną paradą musi przejść rytuały oczyszczenia.
Według filozofii shintō obiekty chramu Shimogamo powinny być odbudowywane co 21 lat. Poprzez fizyczną rekonstrukcję, ponowne zbudowanie pawilonów w identycznej formie i w identyczny sposób oraz ceremonialne wprowadzenie bóstwa opiekuńczego do nowego chramu (shikinen-sengū) ma prowadzić do duchowej odnowy. Obecnie ten zwyczaj jest wciąż praktykowany w różnym stopniu tylko w około dziesięciu chramach shintō. Ponieważ wszystkie 53 budynki chramu są wpisane na japońską listę zabytków (Important Cultural Properties), odbudowa budynków została zastąpiona ich cykliczną renowacją. W 2013 roku miało miejsce 34 shikinen-sengū.

## Najważniejsze obiekty chramu
Najważniejszymi budowlami kompleksu są dwa pawilony (sanktuaria): wschodni i zachodni. Zachodni poświęcony jest Kamotaketsunumi-no-mikoto, a wschodni Tamayorihime-no-mikoto. Ich główne wejścia skierowane są na południe zgodnie z tradycją, która narodziła się w okresie Heian. Oba budynki są jednymi z najbardziej reprezentatywnych przykładów stylu nagare-zukuri. Zostały one odbudowane w 1863 roku. W ich sąsiedztwie znajduje się siedem mini-chramów koto-sha (kapliczek) poświęconych Ōkuninushi-no-mikoto dawcy zdobyczy cywilizacji, Panu Wielkiej Ziemi. W shintō jest uważany m.in. za boga ziemi (Japonii, Krainy Trzcinowych Równin) i odpowiedzialny za jej tworzenie, a także budowanie narodu, handel, medycynę i rolnictwo. Każda z kapliczek poświęcona jest innemu imieniu boga Ōkuninushi. Służą one modlitwie do niego jako bóstwu dwunastu znaków chińskiego zodiaku i powodzenia w interesach.
Pochodzący z 1628 roku budynek maidono był miejscem, które gościło wszystkich odwiedzających chram cesarzy. Maidono obecnie służy jako miejsce, gdzie odbywają się rytualne tańce w hołdzie bogom w czasie świąt i festiwali.

## Galeria

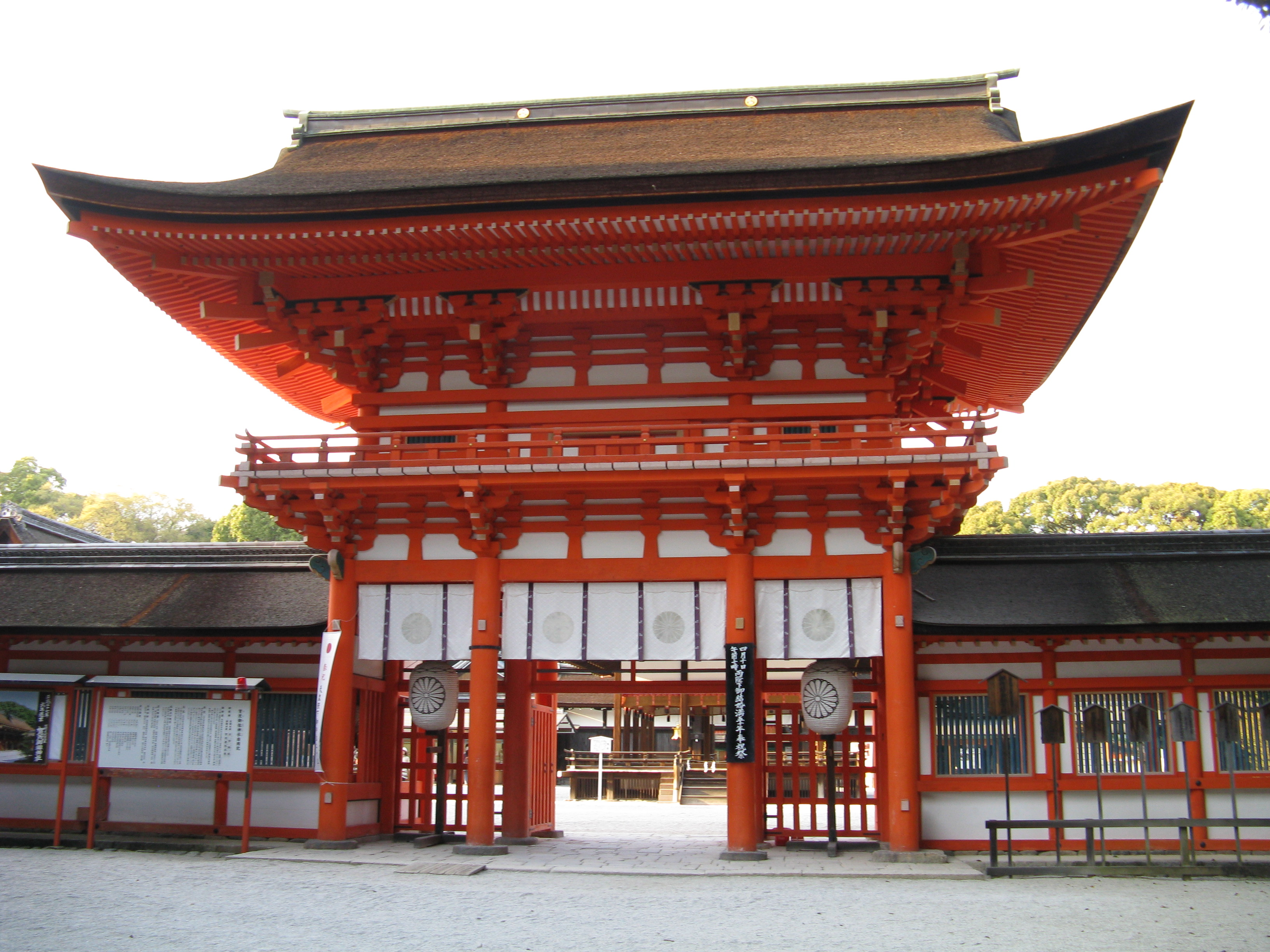
Brama „wieżowa” (rōmon)
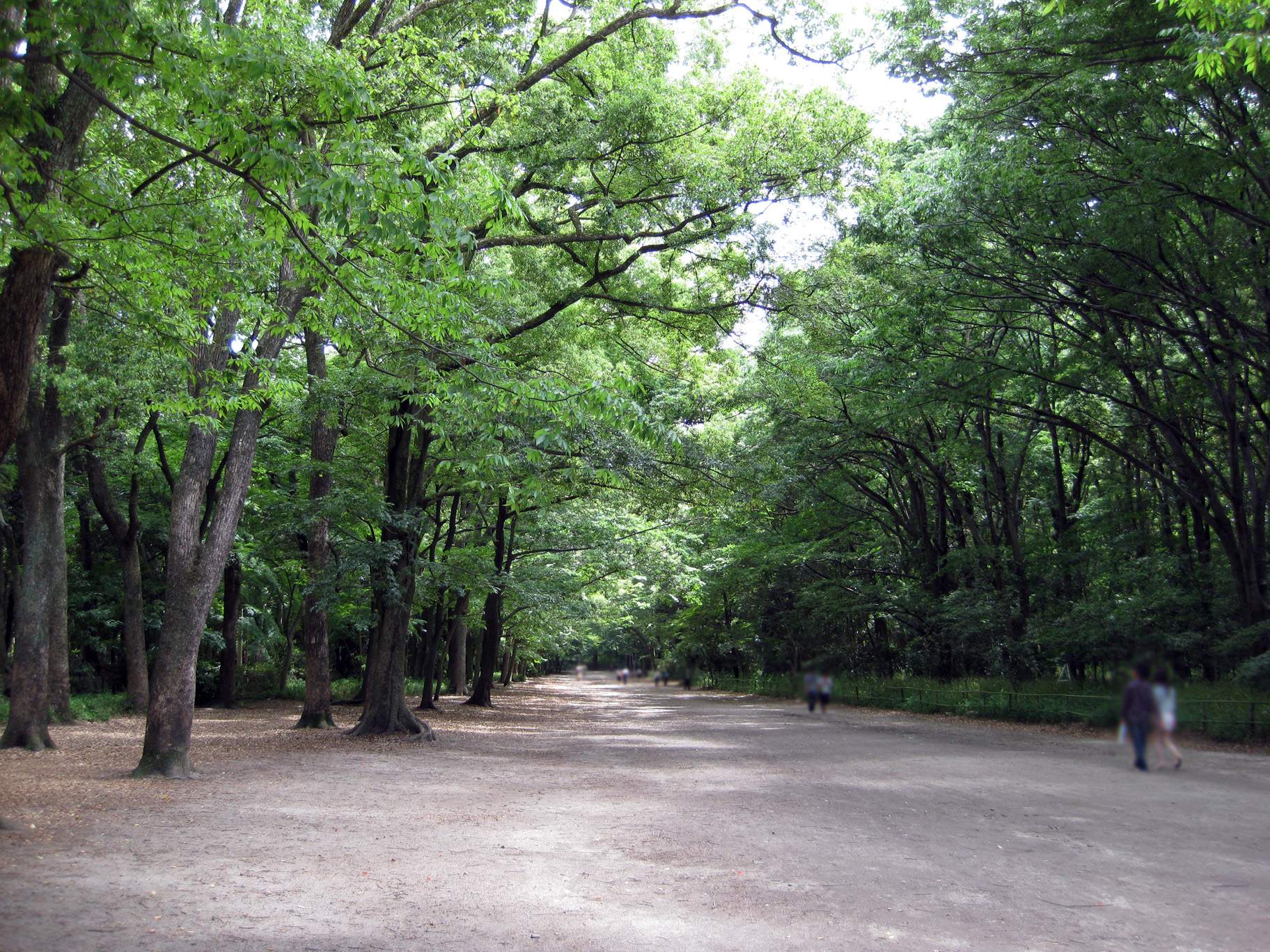
Aleja w Tadasu no Mori
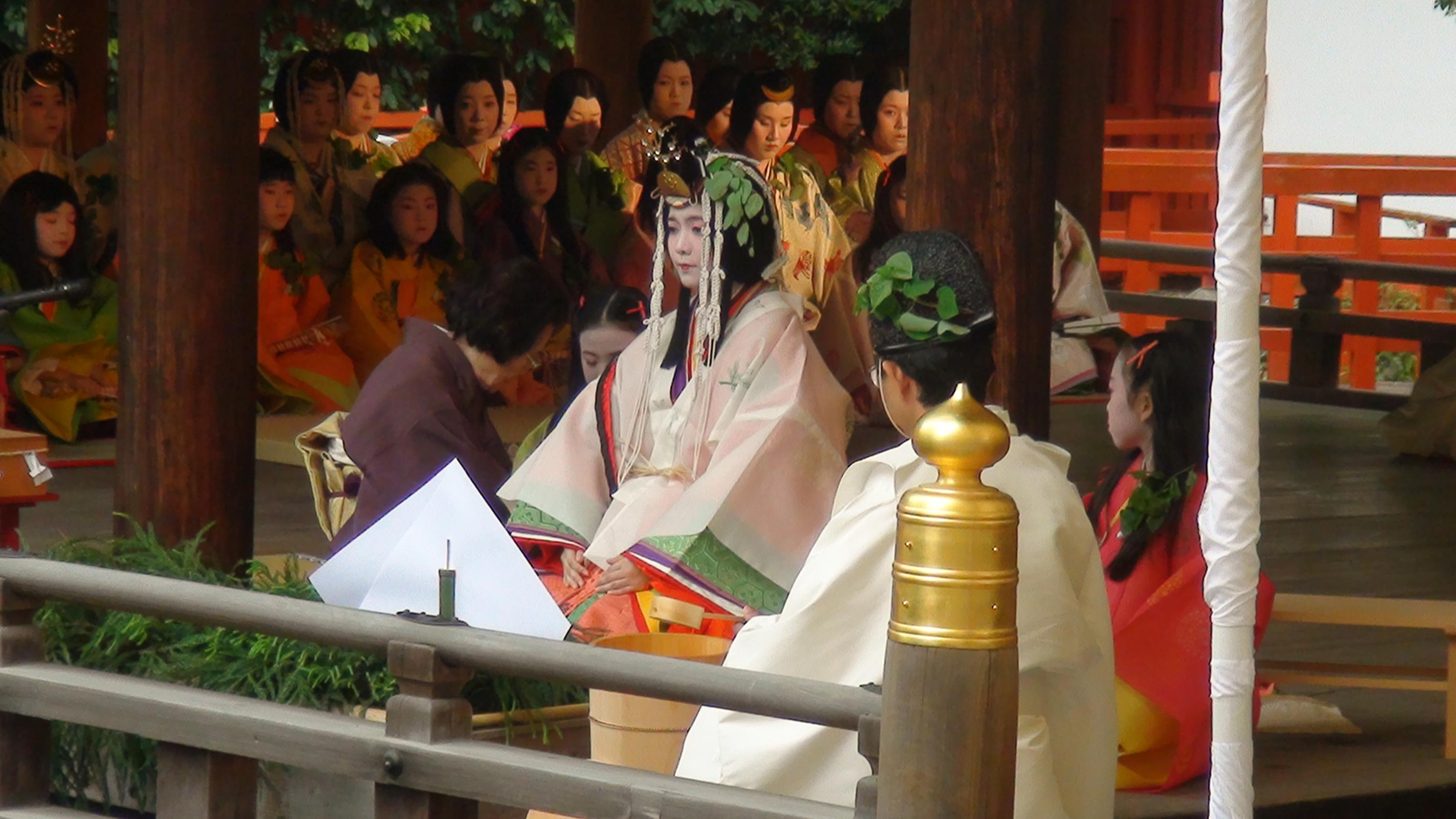
Kapłanka saiō w czasie ceremonii oczyszczania Misogi no Gi
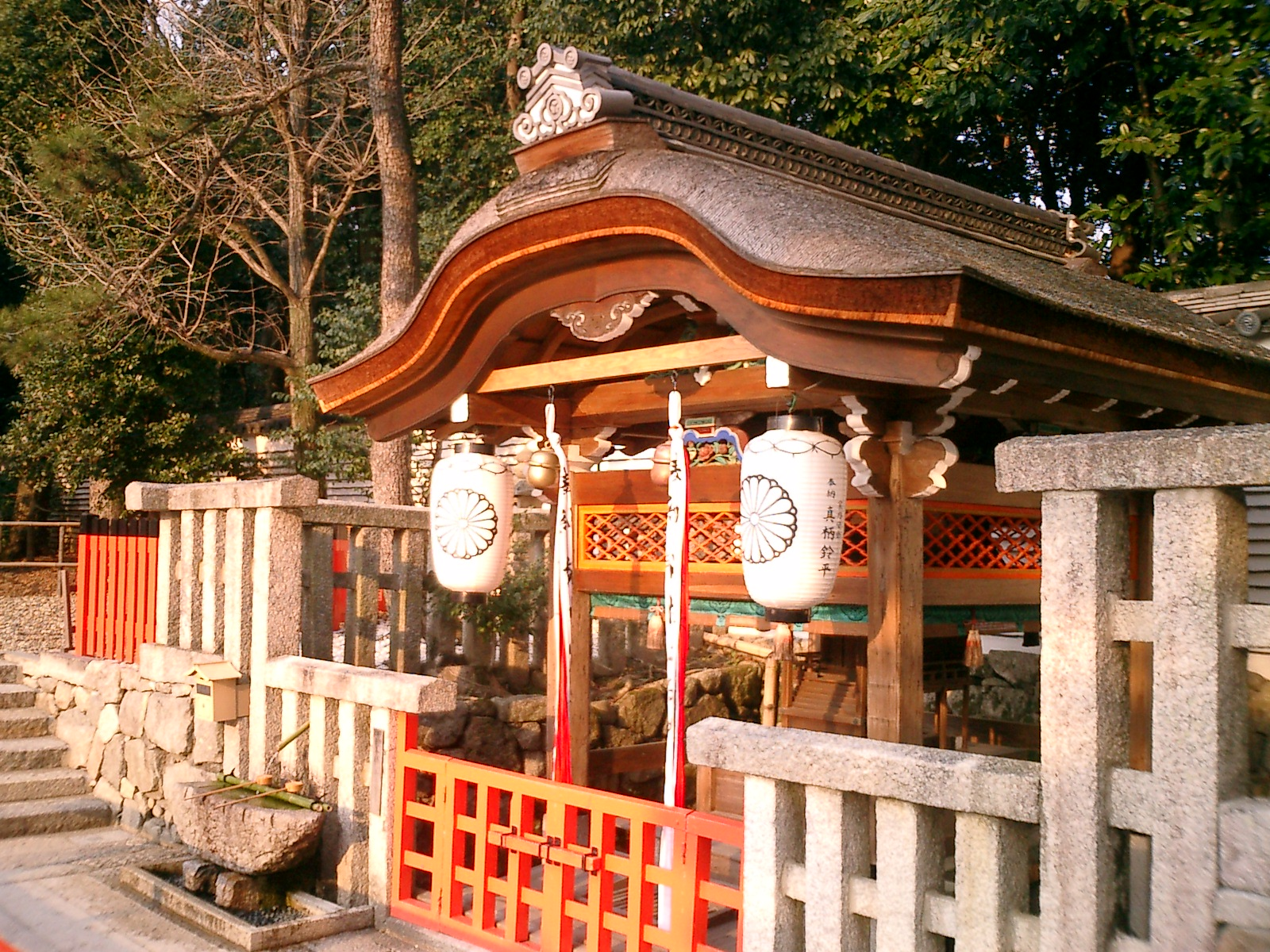
Mitarashi-sha, formalnie Inoue-sha, poświęcona bogu oczyszczenia i czystej wody
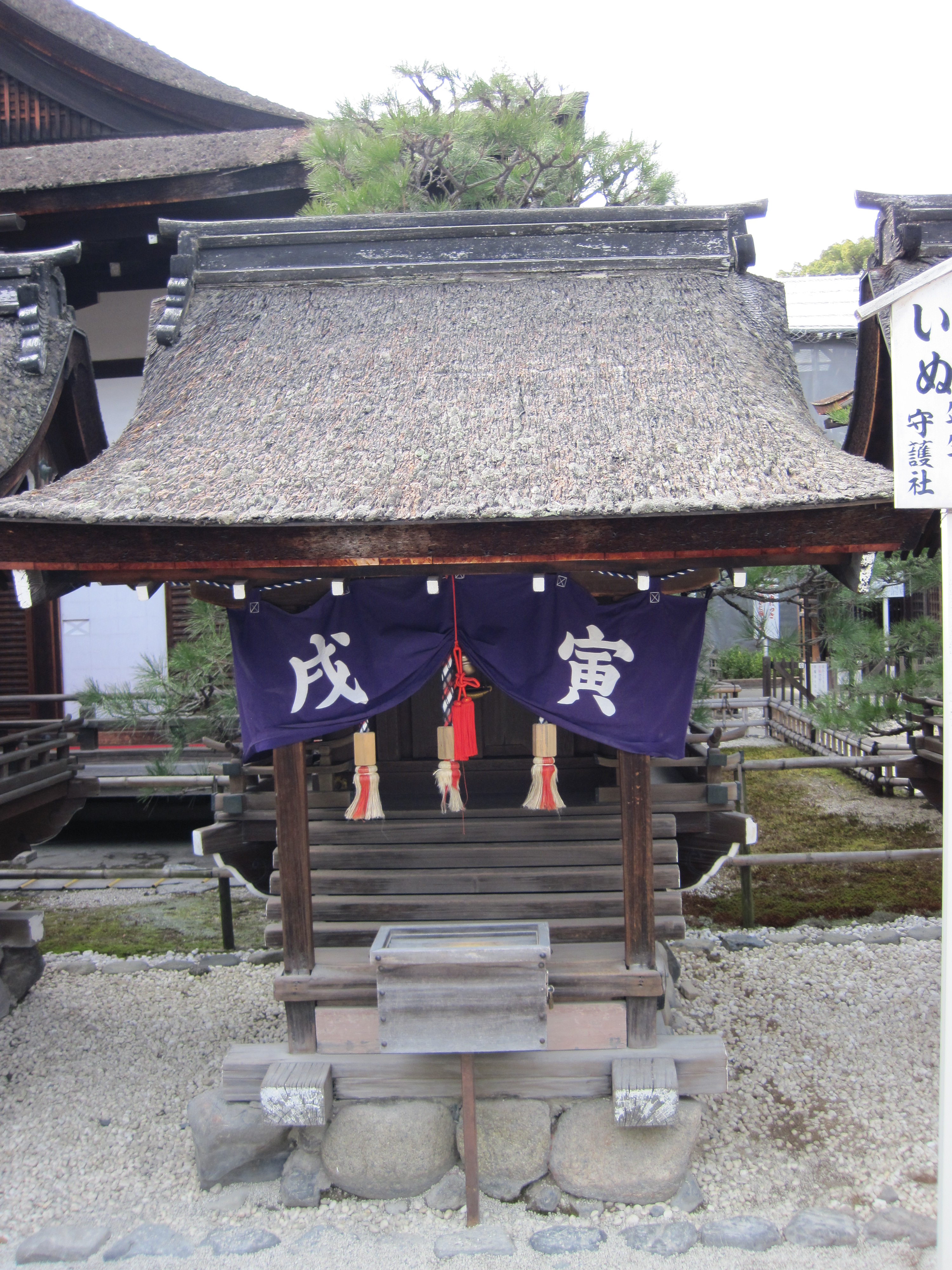
Koto-sha ta – dla „psa” i „tygrysa”